# Universitat de Primorska
La Universitat de Primorska és una universitat eslovena situada a Koper, ciutat coneguda també com Capodistria ja que aquesta és la seva denominació en italià. El nom de la universitat és la paraula en eslovè que nomina regió en la qual està situada, Primorska, que significa Litoral.
És la tercera universitat d'Eslovènia després de la Universitat de Ljubljana i la Universitat de Maribor. Va ser fundada el 29 de gener de 2003. La universitat compta amb sis facultats: Facultat de Ciències de l'Educació, Facultat d'Humanístiques, Facultat de Matemàtiques, Ciències Naturals i Informàtica; Facultat de Turisme i la Facultat de Gestió empresarial.

## Rectors
- Lucija Čok (2003–2007)
- Rado Bohinc (2007–2011)
- Dragan Marušič (2011–2019)
- Klavdija Kutnar (2019–avui)